# 古馬勒河

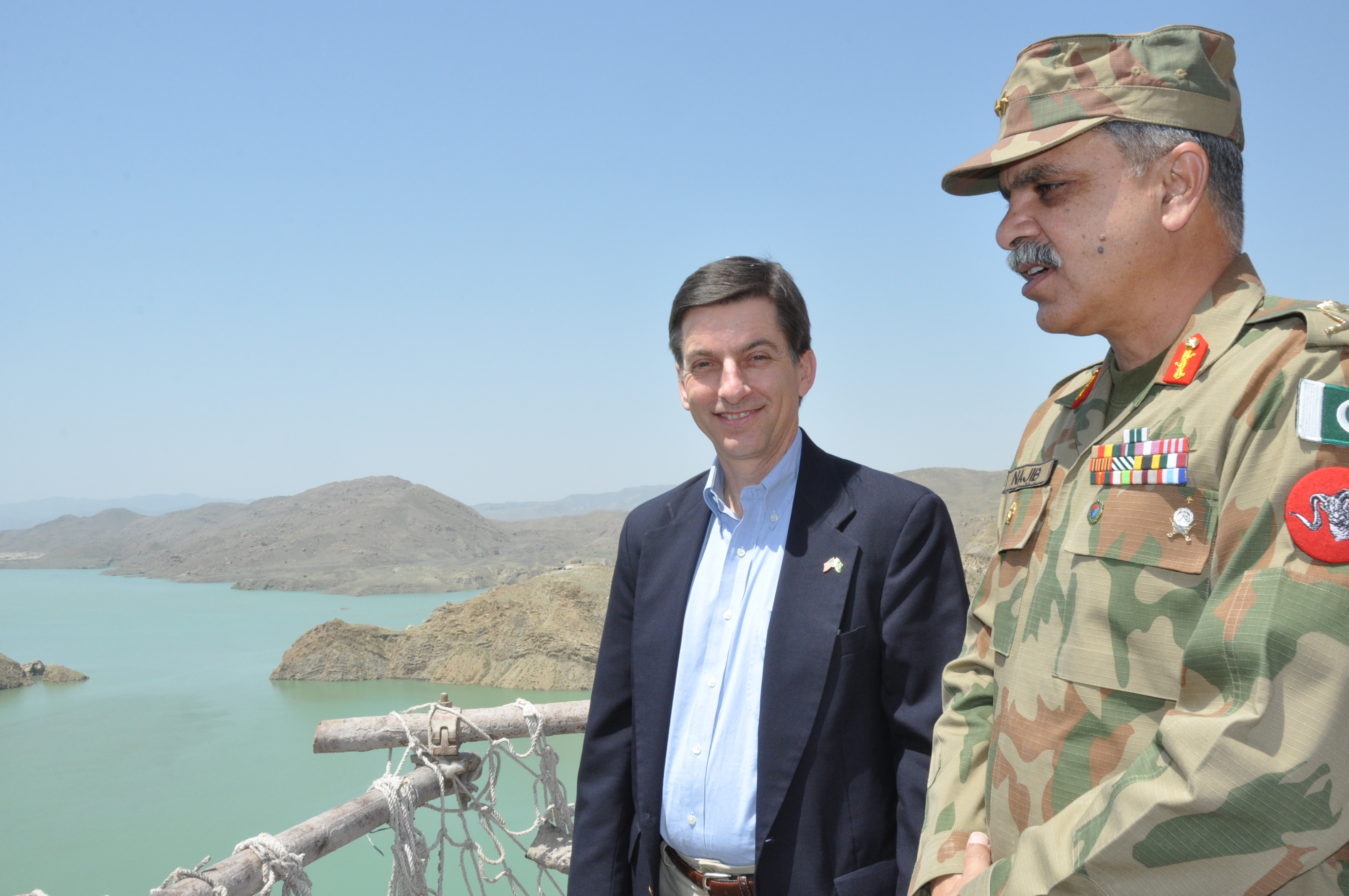
古馬勒河

古馬勒河（英語：Gomal River），是位於阿富汗、巴基斯坦的一條河流，為印度河右岸支流。
古馬勒河發源於阿富汗帕克蒂卡省北部薩霍查縣，向南流經古馬勒縣，在國境線上匯集右側支流昆達河後，轉向東流入巴基斯坦境內。其後又納入左側支流瓦納托伊河（Wana Toi River）及右側支流佐布河，最終注入印度河。
在古馬勒河與其支流佐布河匯流點下游不遠處，建有水壩，集水形成為古馬勒贊湖。